# Paul de Bruyn (Marathonläufer)

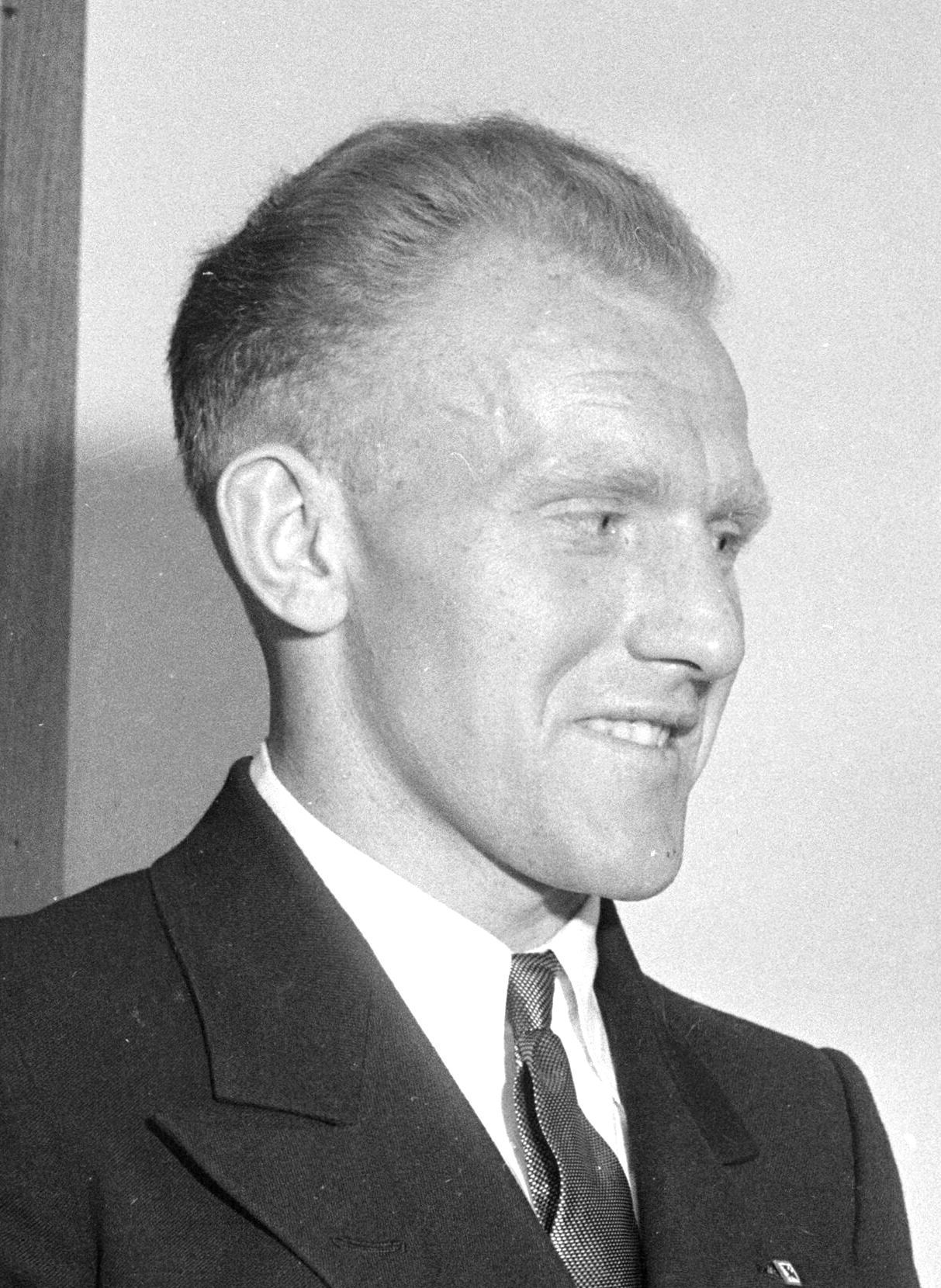
Paul de Bruyn (1936)

Paul de Bruyn (* 7. Oktober 1907 in Weserdeich, heute Berne; † 5. April 1997 in Daytona Beach) war ein deutscher Marathonläufer, der in den 1930er Jahren zur Weltspitze zählte.

## Leben
Nach einer Mechanikerlehre fuhr er vier Jahre lang zur See, unter anderem beim „Seeteufel“ Felix Graf von Luckner. 1930 musterte er in New York City ab und arbeitete als Heizer im Hotel Wellington. Im Deutschen Sport-Club New York begann er mit dem Langstreckenlauf und wurde kurz danach Deutsch-Amerikanischer Meister im 10.000-Meter-Lauf. 1931 wurde er bei großer Hitze Achter beim Boston-Marathon in 2:59:09 h. Als sein eigener Trainer entwickelte er eine eigene Methodik, die Märsche in mit Bleiplatten beschwerten Militärstiefeln und Treppenläufe im Hotel Wellington in seiner Mittagspause einschloss. Im Sommer dieses Jahres reiste er nach Deutschland und wurde am 1. August in Berlin Deutscher Marathonmeister mit einer Zeit von 2:47:19,4 h.
Am 19. April 1932 gelang es ihm dann als erstem von außerhalb Nordamerikas kommendem Läufer, den Boston-Marathon zu gewinnen. Mit 2:33:36 h blieb er nur eine knappe halbe Minute über dem Streckenrekord und schlug den Sieger des Vorjahres James Henigan mit 56 Sekunden Vorsprung.
De Bruyn wurde als einziger deutscher Athlet für den Marathon der Olympischen Spiele 1932 in Los Angeles gemeldet, bei dem er den 15. Platz belegte. 1933 reiste er erneut nach Deutschland, um an den deutschen Marathonmeisterschaften teilzunehmen. Wegen eines Kurssturzes des US-Dollars musste er die Strecke von Oldenburg nach Köln auf dem Fahrrad zurücklegen. In 2:39:56,6 h belegte er den dritten Platz. Im Oktober siegte er bei einem Marathon in Port Chester (New York) in 2:40:51 h. Im darauffolgenden Jahr wurde er an selber Stelle Vierter in 2:38:26 h.
Bei den Deutschen Meisterschaften am 21. Juni 1936 in Berlin, die gleichzeitig als Ausscheidungsrennen für die Olympischen Spiele 1936 fungierte, wurde er bei 30 °C Hitze in 2:52:55,6 h Zweiter. Beim olympischen Marathon gab er nach 35 Kilometern auf. Später gab er an, er sei mit der ihm fremden Disziplin im deutschen Trainingslager, die Kasernierung und viele Waldläufe beinhaltete, nicht zurechtgekommen.
In die Vereinigten Staaten zurückgekehrt, beendete er seine sportliche Laufbahn, während der er insgesamt 140 Rennen gewonnen hatte. Er wurde US-Bürger, heiratete und wurde Vater von zwei Töchtern. Im Zweiten Weltkrieg meldete er sich freiwillig zur Marine, wo er als Taucher auf einem Reparaturschiff eingesetzt wurde. Im Oktober 1945 wurde er in Okinawa durch die Explosion eines Schiffspropellers schwer verletzt.
Nach dem Krieg arbeitete er als Ingenieur in einem New Yorker Schulbezirk. 1967, nach seiner Pensionierung, zog er nach Florida. Zwar verhinderte das Kriegsleiden leistungssportliche Aktivitäten, jedoch hielt er sich durch Schwimmen und lange Wanderungen fit. Er wurde Ehrenmitglied des Daytona Beach Track Clubs, der ihm eine Laufveranstaltung widmete: das jährlich durchgeführte Paul de Bruyn 30K Memorial über 30 Kilometer.
1982 Witwer geworden, heiratete er 1987 Berta Schoene, die 1991 starb. Ein Jahr vor seinem Tod war er beim 100. Jubiläum des Boston-Marathons einer der Ehrengäste.